# Carduelinae
Sous-famille
Les Carduelinae (ou carduélinés) sont une sous-famille des fringillidés.

## Liste alphabétique desgenres
D'après Zuccon et al. (2012), cette sous-famille est constituée des genres suivants :
- Acanthis (2 espèces)
- Agraphospiza (1 espèce)
- Akialoa † (2 espèces)
- Bucanetes (2 espèces)
- Callacanthis (1 espèce)
- Carduelis (3 espèces)
- Carpodacus (25 espèces)
- Chloridops † (1 espèce)
- Chloris (5 espèces)
- Chlorodrepanis (3 espèces)
- Chrysocorythus (1 espèce)
- Ciridops † (1 espèce)
- Coccothraustes (1 espèce)
- Crithagra (37 espèces)
- Drepanis † (2 espèces)
- Dysmorodrepanis † (1 espèce)
- Eophona (2 espèces)
- Haemorhous (3 espèces)
- Hemignathus (2 espèces)
- Hesperiphona (2 espèces)
- Himatione (2 espèces)
- Leucosticte (7 espèces)
- Linaria (4 espèces)
- Linurgus (1 espèce)
- Loxia (5 espèces)
- Loxioides (1 espèce)
- Loxops (2 espèces)
- Magumma (1 espèce)
- Manucerthia (1 espèce)
- Melamprosops † (1 espèce)
- Mycerobas (4 espèces)
- Oreomystis (1 espèce)
- Palmeria (1 espèce)
- Paroreomyza (3 espèces)
- Pinicola (1 espèce)
- Procarduelis (1 espèce)
- Pseudonestor (1 espèce)
- Psittirostra †(?) (1 espèce)
- Pyrrhoplectes (1 espèce)
- Pyrrhula (7 espèces)
- Rhodacanthis † (2 espèces)
- Rhodopechys (2 espèces)
- Rhodospiza (1 espèce)
- Rhynchostruthus (3 espèces)
- Serinus (8 espèces)
- Spinus (20 espèces)
- Telespiza (2 espèces)
- Vestiaria (1 espèce)
- Viridonia † (1 espèce)

† = genre éteint.